# Tribunale speciale per la difesa dello Stato (1926-1943)
Il Tribunale speciale per la difesa dello Stato fu un organo speciale del regime fascista italiano, competente a giudicare i reati contro la sicurezza dello Stato e del regime. 
Durante il regime fascista, il Tribunale speciale ebbe il potere di diffidare, ammonire e condannare gli imputati politici ritenuti pericolosi per l'ordine pubblico e la sicurezza del regime stesso. Con la stessa legge di costituzione del tribunale venne reintrodotta la pena di morte per alcuni reati a carattere politico.
Il Tribunale speciale operava secondo le norme del Codice penale per l'esercito sulla procedura penale in tempo di guerra. Le sue sentenze non erano suscettibili di ricorso né di alcun mezzo di impugnazione, salva la revisione. Il Tribunale operava in modo sommario senza alcuna garanzia per gli imputati.

## Storia
Fu istituito con la legge 25 novembre 1926, n. 2008 (Provvedimenti per la difesa dello Stato), una delle cosiddette leggi fascistissime, e attuato con i regi decreti 12 dicembre 1926, n. 2062 e 13 marzo 1927 n. 313. La sua prima sessione presieduta dal Generale di Corpo d'Armata Carlo Sanna ebbe luogo il 1º febbraio 1927 alle ore 10 presso la sesta sezione del Tribunale penale di Roma. La prima sentenza venne pronunciata lo stesso giorno.
Secondo lo storico Alberto Aquarone:
L'ultima sentenza venne pronunciata il 23 luglio 1943 nella sessione presieduta dal Console Generale della MVSN Mario Griffini. Il Tribunale speciale venne soppresso dal regio decreto-legge 29 luglio 1943, n. 668, adottato in seguito alla prima riunione del governo Badoglio I.
Il 3 dicembre 1943 nella Repubblica Sociale Italiana venne ricostituito un tribunale omonimo con decreto legislativo del duce n. 794, con sede a Mantova e poi a Padova, quindi a Bergamo, rimanendo operativo fino alla Liberazione.

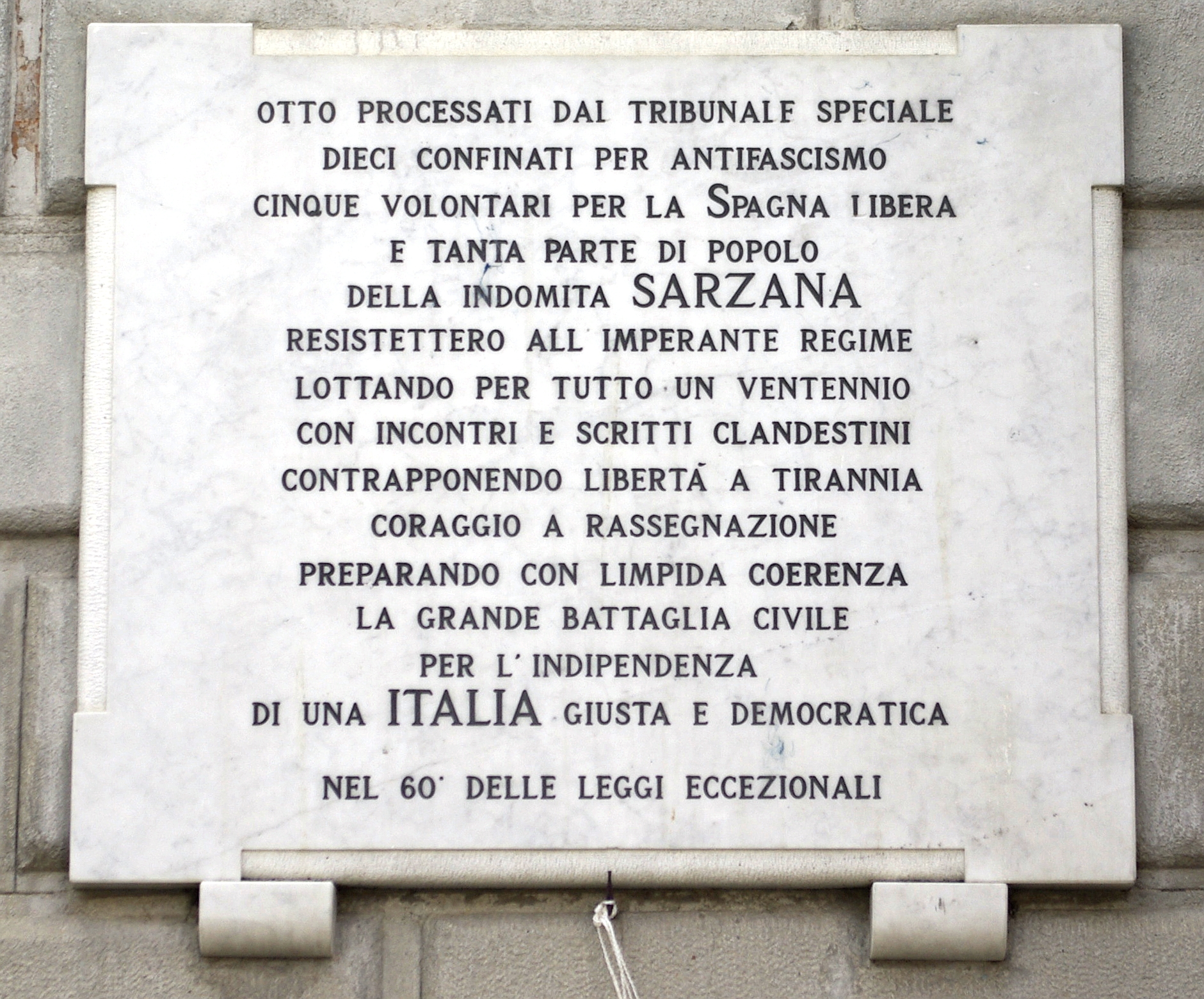
Lapide a ricordo di condannati dal Tribunale speciale.

## Composizione
Il tribunale speciale era costituito da ufficiali provenienti dalle forze armate del Regno d'Italia, quali il Regio Esercito, la Regia Marina, la Regia Aeronautica e la Milizia Volontaria per la Sicurezza Nazionale. Tali membri erano:
- Un presidente proveniente tra gli ufficiali generali delle forze armate, anche se furono tutti appartenenti alla Milizia Volontaria per la Sicurezza Nazionale;
- Uno o due vicepresidenti, che assistevano il presidente nelle sue funzioni;
- Un numero indeterminato (inizialmente stanziato a cinque) di giudici provenienti dagli ufficiali delle forze armate e dalla magistratura militare;

In totale i componenti del tribunale speciale furono 169, di cui 77 provenienti dalla Milizia, 37 dall'Arma dei carabinieri, 22 dalla giustizia civile, 24 dalla giustizia militare, 7 dall'esercito e 2 dal ministero dell'interno.  Oltre ai giudici ordinari, sedeva anche un relatore proveniente dalla giustizia militare.
La costituzione del tribunale era ordinata dal Ministro per la guerra, che ne determinava la composizione, la sede e il comando presso cui era stabilito.
Dal 1926 al 1943, si susseguirono alla presidenza Carlo Sanna (1926-1928), Guido Cristini (1928-1932) e Antonino Tringali Casanuova (1932-1943).

## Procedura

### L'istruttoria
Dopo la denuncia da parte dell'OVRA il caso veniva affidato alla sezione istruttoria del Tribunale. I reati più lievi venivano esaminati da un unico giudice, quelli più gravi dalla Commissione istruttoria (composta da 4 membri). L'istruttoria poteva concludersi con l'assoluzione dell'imputato, con il rinvio al Tribunale speciale o, a seconda dei reati, alla Magistratura ordinaria o militare. L'istruttoria poteva durare settimane nel caso di reati lievi (come offese al capo del governo) ma anche molti mesi o anni nei casi più impegnativi (come la ricostituzione di partiti antifascisti o attentati), durante tutto questo periodo gli imputati rimanevano in carcere (il giudizio a piede libero veniva concesso solo in casi rarissimi per gravi motivi di salute o età avanzata). Le indagini erano affidate ad un ufficio di polizia giudiziaria costituito esclusivamente da ufficiali e sottufficiali dei carabinieri. In prigione gli imputati subivano "interrogatori pesanti, con bastonature e torture, in stato di isolamento, privi di comunicazioni con i familiari". Per i casi più lievi erano frequenti le assoluzioni in istruttoria per insufficienza di prove, si voleva dimostrare così una certa "indulgenza", certi della forza deterrente dell'esperienza carceraria. I prosciolti erano comunque affidati al controllo costante della polizia, che poteva eventualmente diffidarli e proporli per il confino.

### Il processo
Se l'istruttoria era lunga il processo raramente durava più di due o tre giorni (ma poteva concludersi anche in poche ore nei casi più semplici). "Sino a pochi giorni dal processo gli imputati ignorano su cosa si basino le accuse. Quando compaiono in aula, tutto è già deciso".
A Roma le sedute si tenevano nell'ampia aula IV del Palazzo di Giustizia ed erano caratterizzate da grande solennità. I giudici erano in alta uniforme della Milizia volontaria per la sicurezza nazionale con tutte le decorazioni, i pochi giudici provenienti dalla magistratura ordinaria o militare portavano la toga. Il pubblico e i rappresentanti della stampa erano attentatamente selezionati. Poco prima dell'inizio dell'udienza gli imputati venivano condotti nell'aula incatenati salendo dal sotterraneo per una scaletta sulle cui pareti comparivano scritte come Morte ai traditori!, Le camicie Nere vi daranno piombo!. La procedura era sbrigativa: dopo l'interrogatorio dei testimoni d'accusa e a discarico (questi ultimi erano molto rari per il rischio di essere a loro volta incriminati) si passava alle richieste del pubblico ministero e della difesa e alla sentenza.
Gli avvocati raramente potevano sviluppare un'organica linea difensiva, spesso subivano pesanti intimidazioni, frequentemente si limitavano a conformarsi alle tesi accusatorie, in alcuni casi erano addirittura conniventi con l'accusa (tale ad esempio il caso dell'avv. Bruno Cassinelli, difensore "di fiducia" di Tito Zaniboni, che era in realtà al soldo dell'OVRA)
Al momento della sentenza venivano prese misure eccezionali per soffocare eventuali contestazioni da parte degli imputati, in ogni caso ogni protesta comportava un aumento della pena. Emilio Lussu ricorda in proposito:
Il 30 novembre 1930 il socialista Sandro Pertini (futuro Presidente della Repubblica Italiana) venne picchiato a sangue perché, sorprendendo i carabinieri di guardia, era riuscito a gridare prima della sentenza "Abbasso il fascismo ! Viva il socialismo!"

## Attività

### Il processo Della Maggiora
Il primo imputato a essere condannato a morte fu il comunista Michele Della Maggiora, che il 16 maggio 1928, mentre camminava per le strade del suo paese in provincia di Pistoia, uccise due fascisti: il sarto Gino Moschini e il barrocciaio Giovanni Buonamici. Il processo si svolse a Lucca dal 13 al 17 ottobre 1928. Il Presidente del Tribunale Guido Cristini destituì durante l'udienza il Pubblico Ministero Carlo Baratelli che si era rifiutato di chiedere la pena capitale, ritenendone insussistenti i presupposti giuridici, e lo sostituì con Massimo Dessy che chiese la fucilazione dell'imputato. L'avvocato difensore tentò inutilmente di far derubricare l'accusa in "duplice omicidio" (punibile al massimo con l'ergastolo secondo la legge penale ordinaria). Della Maggiora venne condannato per "strage" e fucilato il 18 ottobre 1928 presso il Cimitero di Ponte Buggianese.

### Attentati a Mussolini
Alcuni dei processi più clamorosi furono dedicati ai responsabili di falliti attentati contro Benito Mussolini.
Il primo riguardò il deputato socialista Tito Zaniboni, arrestato il 4 novembre 1925 a seguito di una delazione, prima di aver potuto mettere in atto il progetto. In questo caso il tribunale operò retroattivamente, poiché il reato era stato commesso prima della sua costituzione. Zaniboni e il generale Luigi Capello vennero condannati il 22 aprile 1927 a trent'anni di reclusione per insurrezione contro i poteri dello Stato.
Nel caso dell'attentato compiuto da Violet Gibson, allo scopo di non creare problemi con la Gran Bretagna, la donna venne prosciolta in istruttoria per totale infermità di mente e rimandata in patria dove venne internata in un ospedale psichiatrico. 
Nel giugno 1927 venne processato l'anarchico Gino Lucetti, che l'11 settembre 1926 aveva lanciato una bomba contro l'auto del Duce. Anche in questo caso il tribunale operò retroattivamente. La condanna fu a trent'anni di reclusione. 
Il 31 ottobre 1926, a Bologna, Mussolini subì un nuovo attentato. Il quindicenne Anteo Zamboni venne linciato dai fascisti come presunto attentatore. In realtà la dinamica del fatto è tuttora fortemente controversa. Il 7 settembre 1928 il tribunale condannò per complicità il padre di Anteo Mammolo Zamboni e la zia Virginia Tabarroni. Anni dopo, il presidente del Tribunale Speciale Guido Cristini confidò di averli condannati "pur essendo innocenti. Perché così gli era stato ordinato dal Duce". Per queste parole Cristini fu costretto a rassegnare le dimissioni. 
Nel 1931 venne condannato a morte l'anarchico Michele Schirru, trovato in possesso di due bombe. In questo caso non si era andati oltre la mera intenzione di compiere un attentato, nonostante ciò (e con la connivenza dell'avvocato difensore) venne applicata la massima pena. 
La stessa sorte toccò nel 1932 al repubblicano Domenico Bovone e all'anarchico Angelo Sbardellotto. I loro casi vennero unificati anche se erano del tutto distinti. Bovone aveva compiuto alcuni attentati dimostrativi (con una vittima) mentre Sbardellotto non era andato oltre la mera intenzione. Il Tribunale volle vedere la loro azione come frutto di un'unica cospirazione da parte della Concentrazione antifascista. Furono entrambi fucilati.

### Processi a irredentisti sloveni e croati
Nei confronti degli oppositori allogeni il regime dimostrò particolare severità. Dal 14 al 16 ottobre 1929, il Tribunale speciale si riunì a Pola per giudicare alcuni esponenti del TIGR tra cui Vladimir Gortan (il cui nome venne italianizzato in Vladimiro), rei di aver tentato di impedire la partecipazione della popolazione di Pisino alle elezioni plebiscitarie del 1929. Erano stati sparati in aria alcuni colpi di arma da fuoco a scopo intimidatorio e un contadino era rimasto ucciso accidentalmente. Gortan, dopo essere stato torturato e dato per reo confesso, venne condannato a morte e fucilato il 17 ottobre. I suoi compagni Victor Bacac, Dusan Ladavaz, Vjekoslav Ladavaz e Zivko Gortan vennero condannati a trenta anni di reclusione. Gli avvocati difensori non tentarono neppure di sostenere la tesi dell'uccisione accidentale ma si adeguarono alle posizioni dell'accusa. In questo caso la condanna a morte di un solo imputato derivò dall'intervento di Papa Pio XII, sollecitato dal nunzio apostolico a Belgrado. 
Il 6 settembre 1930, presso la località di Basovizza, nel comune di Trieste, fu eseguita mediante fucilazione la condanna a morte inflitta dal Tribunale speciale (riunitosi per l'occasione presso il Tribunale di Trieste) dei quattro cosiddetti "Eroi di Basovizza", Zvonimir Miloš, Fran Marušič, Ferdo Bidovec e Alojz Valenčič, tutti cittadini italiani di lingua slovena. Tra i 99 reati contestati e ascritti ai quattro antifascisti era compresa l'attività volta a "sottoporre una parte del nostro Stato (la Regione Giulia), al dominio straniero"; nel corso del dibattimento (supervisionato a distanza da Mussolini stesso) ai quattro fu rinfacciato anche di aver svolto "azione antiitaliana mediante diffusione clandestina di stampe slave". Anche per tale motivo i quattro "Eroi di Basovizza" possono essere considerati i primi caduti europei dell'antifascismo armato. È utile anche osservare che 26 delle 31 condanne a morte fatte eseguire dal Tribunale Speciale sono state irrogate a cittadini italiani di lingua slovena o croata, per i quali, dunque, venivano usati criteri diversi rispetto ai cittadini italiani di lingua italiana. Se non è dunque possibile ritenere tutti e ventisei i condannati come "condannati per reati politici", è chiaro tuttavia che, almeno nella Venezia Giulia e nei confronti dei cittadini della Venezia Giulia, il Tribunale Speciale svolse un ruolo direttamente politico. Con il decreto-legge 30 novembre 1942, n. 1365, la pena di morte venne estesa a taluni reati relativi ad attività illegali in tempo di guerra.

### Processi coloniali
Nel giugno 1929 la competenza del Tribunale Speciale venne estesa a Libia e Somalia. Pur mancando specifici studi su queste due sezioni locali del tribunale, sono comunque note le esecuzioni capitali ordinate dal Tribunale speciale per la Tripolitania il 30 aprile 1929 contro il contadino Fighi Moamed ben Abdallah e il muntaz Muftà ben Imbamuda, condannati per "tradimento". La sentenza venne eseguita per impiccagione il 23 aprile 1930. Il 28 settembre 1933 vennero condannati a morte i sei fratelli Sef en Nasser, colpevoli di aver combattuto contro l'esercito italiano per un ventennio. I condannati sfuggirono alla condanna perché latitanti. Il processo al capo della Resistenza libica Omar al-Mukhtar venne invece celebrato dinanzi a un tribunale militare per evitare lungaggini.

### Un bilancio complessivo
Un bilancio quantitativo dell'attività svolta dal Tribunale è fornito dai dati qui sotto riportati:
| Sentenze emesse - 978 per reati politici - 746 di rinvio ad altro Tribunale per reati politici - 12 su ricorsi contro il Tribunale speciale coloniale - 324 per spionaggio - 258 per reati annonari, valutari, frodi, ecc. (commessi durante gli anni di guerra) - 146 per omicidio, rapina, violenza ecc. (commessi durante gli anni di guerra) - 293 di rinvio ad altro Tribunale per sabotaggio - 7 per reati diversi - 16 archiviazioni, commutazioni, ecc. | Processati - 5.619 imputati - 4.596 condannati - 988 assolti - 5.498 uomini - 122 donne - 697 minori - 3.899 operai e artigiani - 546 contadini - 221 professionisti - 238 commercianti - 296 impiegati - 164 studenti - 37 casalinghe - 219 altri e non specificati | Condanne irrogate - 27.752 anni, 5 mesi, 19 giorni - 42 a morte (31 eseguite) - 3 ergastolo - 19 stralciati deceduti |

## C.R.O.W.C.A.S.S.
I nominativi di 24 appartenenti al Tribunale Speciale per la difesa dello Stato sono inclusi nell'elenco CROWCASS (Central Registry of War Criminals and Security Suspects) (1947), compilato dagli Alleati anglo-americani, delle persone ricercate dalla Jugoslavia per crimini di guerra:
- (Name) ALVISI Alessandro - (C.R. File Number) 307336 - (Rank, Occupation, Unit, Place and Date of Crime) Consul, Judge of Special Tribunal for defense of State, Rom (It.) 4.41-9.43 - (Reason wanted) Murder - (Wanted by) Yugo.[30]
- CISOTTI Carlo - 307286 - General-Consul, Judge of Special Tribunale for defense of State, Rom (It.), 4.41-9.43 - Murder - Yugo.[31]
- COLIZZA Ugo - 307289 - General- Consul, Judge of Special Tribunal for defense of State, Rom (It.) 4.41-9.43 - Murder - Yugo.[32]
- D'ALESSANDRO Italo - 307337 - General-Consul, Special Tribunal for Defense of State, Rom (It.), 4.41-9.43 - Murder - Yugo.[32]
- GANGEMI Giovanni - 307296 - General-Consul, Judge of Special Tribunal for defense of State Rom (It.) 4.41-9.43 - Murder - Yugo.[33]
- GAUTTIERI Filippo - 195622 - Official, Justizministerium Rom (It.) 41-43 - Torture - Yugo.[33]
- GRIFFINI Mario - 307338 - General-Consul, Court President of Special Tribunal for defense of State, Rom (It.) 4.41-9.43 - Murder - Yugo.[34]
- LANARI Pietro - 307299 - Prosecutor, (Military) Judge, Correspondent of Special Tribunal for defence of State, Rom (It.) 4.41-9.43 - Murder - Yugo.[34]
- LE METRE Gaetano - 195624 - Official, Justizministerium, Rom (It.) 41-43 - Torture - Yugo.[34]
- LEONARDI Nicola - 30730? - Consul, Judge of Special Tribunal for defense of State Rom (It.) 4.41-9.43 - Murder - Yugo.[35]
- MILAZZO Gioacchino - 307339 - Proff. Doct. Prosecutor, Judge, Special Tribunal for defense of State, Rom (It.) 4.41-9.43 - Murder - Yugo.[36]
- MINGONI Mario - 307307 - Consul. Judge of Special Tribunal for defense of State, Rom (It.) 4.41-9.43 - Murder - Yugo.[36]
- PALMENTOLA Aldo - 307315 - General Consul Judge of Special Tribunal for defense of State Rom (It.) 4.41-9.43 - Murder - Yugo.[37]
- PALMERI Gaetano - 307316 - General Consul Judge, Special Tribunal for defense of State Rom (It.) 4.41-9.43 - Murder - Yugo.[37]
- PASQUALUCCI Renato - 307318 - General Consul, Judge of Special Tribunal for defense of State Rom (It.) 4.41-9.43 - Murder - Yugo.[37]
- PERILLO Emilio - 307319 - Consul, Judge, Special Tribunal for defense of State, Rom (It.) 4.41-9.43 - Murder - Yugo.[37]
- POMPILI Torello - 307320 - Consul, Judge of Special Tribunal for defense of State, Rom (It.) 4.41-9.43 - Murder - Yugo.[38]
- PRESTI Giovanni - 307321 - Prosecutor (Military), Special Tribunal for defense of State, Rom (It.) 4.41-9.43 - Murder - Yugo.[38]
- RICCIO Gennaro - 306340 - Consul, Judge of Special Tribunal for defense of State, Rom (It.) 4.41-9.43 - Murder - Yugo.[38]
- ROSA-ULIANA Riccardo - 307323 - Consul-Judge of Special Tribunal for defense of State Rom (It.) 4.41-9.43 - Murder - Yugo.[39]
- ROSSI Umberto - 307324 - General-Consul, Judge of Special Tribunal for defense of State Rom (It.) 4.41-9.43 - Murder - Yugo.[38]
- SUPPIEJ Giorgio - 307341 - General-Consul, President, Judge of Special Tribunal for defense of State, Rom (It.) 4.41-9.43 - Murder - Yugo.[40]
- Tringali-Casanuova Antonio - 195627 - Official, Justizministerium, Rom (It.) 41-43 - Torture - Yugo.[41]
- VEDANI Mario - 307331 - General Consul, Judge, Special Tribunal for defense of State Rom (It.) 4.41-9.43 - Murder - Yugo.[41]

### Documenti
- (EN) The Central Registry of War Criminals and Security Suspects, Consolidated Wanted Lists, Part 2 - Non-Germans only (March 1947), Uckfield, Naval & University Press, 2005. (Copia conservata presso l'Archivio Nazionale Britannico a Kew/Londra)
- Tribunale speciale per la difesa dello Stato, Decisioni emesse, Roma, SME- Ufficio Storico, 1981-87.

### Libri
- A. Dal Pont, A. Leonetti, P. Maiello, L. Zocchi, Aula IV., Tutti i processi del Tribunale speciale fascista, Roma, Anppia, 1961.
- Pablo Dell'Osa, Il tribunale speciale e la presidenza di Guido Cristini 1928-1932), Milano, Mursia, 2017, ISBN 978-88-425-5162-1.
- Alberto Aquarone, L'organizzazione dello Stato totalitario, Torino, Einaudi, 1995, ISBN 88-06-13752-2.
- Mimmo Franzinelli, Il tribunale del duce, Milano, Mondadori, 2017, ISBN 978-88-04-67370-5.
- Adriano Dal Pont e Simonetta Carolini, L'Italia dissidente e antifascista. Le Ordinanze, le Sentenze istruttorie e le Sentenze in Camera di consiglio emesse dal Tribunale speciale fascista contro gli imputati di antifascismo dall'anno 1927 al 1943, Milano, La Pietra, 1980.
- Giustizia e Libertà, Il Tribunale speciale fascista, a cura di Giuseppe Galzerano, Casalvelino scalo, Galzerano, 2017  [1932], ISBN 978-88-95637-30-3.
- Leonardo Pompeo D'Alessandro, Giustizia fascista. Storia del Tribunale speciale (1926-1943), collana Studi e ricerche, Il Mulino, 2020, ISBN 978-88-15-28769-4.